# Liam Jordan
 Liam Jonathan Jordan (født 30. juli 1998) er en sydafrikansk fodboldspiller, der spiller for  Brommapojkarna. Han har også New Zealandsk statsborgerskab.
Jordan fik sin professionelle debut den 17. marts 2015 mod University of Pretoria i Nedbank Cup 2015-16 . 
Han er søn af Keryn Jordan, en tidligere fodboldspiller fra Sydafrika. Jordan blev født i sin fars tid på det Durban-baserede Manning Rangers FC og emigreret til New Zealand i 2004.
Liam Jordan repræsenterede Sydafrika under det afrikanske U-17-mesterskab i 2015.